# Puellae gaditanae
Las puellae gaditanae  fue el nombre que, por extensión, los antiguos romanos dieron a todas las bailarinas del sur de la Bética, fuesen o no de origen gaditano.

## Historia
Las primeras referencias a las puellae gaditanae se encuentran en Estrabón, que describe como en el siglo II a. C. (probablemente en 108 o 107 a. C.) un personaje egipcio llamado Eudoxo de Cícico embarcó desde Cádiz con el objetivo de circunnavegar África, llevando en su tripulación a muchachas músicas. No se sabe con certeza si se trataban de bailarinas, cantantes, instrumentistas o prostitutas, o quizá todo a la vez. 
Marcial nos cuenta que tras la entrada triunfal de Cecilio Metelo en Roma, tras las guerras sertorianas (hacia el 74 a. C.), en su comitiva figuraban unas muchachas andaluzas que danzaban y que llamaban la atención por sus traviesos y juguetones pies y por sus crusmata baetica (castañuelas de metal). En otros textos, Marcial destaca las cualidades sensuales de estas bailarinas y que cantaban, murmurando, canciones de amor. El poeta Juvenal, contemporáneo de Marcial, hace referencias similares, detallando que en sus bailes iban descendiendo hacia el suelo hasta tocarlo, lo que era muy aplaudido por la plebe. Otros autores constatan que las gaditanas cultivaban la poesía lírica (cantada) antes de la era cristiana.
En Roma, las bailarinas gaditanas eran tan famosas como las sirias e igualmente deseadas y excitantes en el baile y en el canto. Su presencia era obligada en muchos festines de Roma, de gentes alegres (Plin. 1.15). Marcial (VI.71) describe a una de ellas en los siguientes términos: 

Experta en adoptar posturas lascivas al son de las castañuelas béticas y en danzar según los ritmos de Gades, capaz de devolver el vigor a los miembros del viejo Pelias, y de abrasar al marido de Hécuba junto a la mismísima pira funeraria de Héctor. Teletusa consume y tortura a su antiguo dueño. La vendió como sirvienta y ahora la ha comprado para concubina.

En Roma enseñaban los bailes y las canciones de Cádiz desvergonzados maestros de danza (1.41). Marcial (XIV.203) describe esta danza:

Su cuerpo, ondulando muellemente, se presta a tan dulce estremecimiento, a tan provocativas actitudes, que harían excitarse al casto Hipólito.

Juvenal (Sat. XI. 162 ss) confirma esta descripción de Marcial al escribir:

Acaso esperes muchachas gaditanas que en coro se pongan a entonar lascivos cantos de su país y enardecidas por los aplausos, exageren sus temblorosos movimientos de cadera, y las jóvenes esposas que, tendidas junto al marido, contemplan este espectáculo que sólo contado en su presencia debiera ya ruborizarlas. Son acicates de unos deseos languidecientes y estímulos apremiantes de nuestros ricos. Mayor es, sin embargo, esta voluptuosidad en el otro sexo, que se excita con más viveza y, pronto al placer que se mete por ojos y orejas, provoca la incontinencia. Estas diversiones no caben en mi casa. Escuche esos repiqueteos de castañuelas, esas palabras que ni siquiera pronunciaría el esclavo desnudo que permanece en el maloliente lupanar; gócese con esos gritos obscenos y con todo refinamiento del placer aquél que ensucia con sus vomitonas el mosaico lacedemonio; nosotros perdonamos esos gustos a la Fortuna.

Marcial (V.78) invita a su amigo Toranio a una comida en su casa, pero le advierte que no animará el festín con bailarinas gaditanas:

Modesta es mi cena. (¿Quién podría negarlo?), pero no tendrás que fingir ni recibir lisonjas y reposarás tranquilo en tu lecho con el habitual semblante. El dueño de la casa no te leerá un grueso volumen ni muchachas procedentes de la disoluta Gades moverán ante ti, en larga comezón de placer, sus caderas lascivas con rebuscados estremecimientos. Oirás, en cambio, la flauta del joven Cóndilo que tocará melodías ni solemnes ni sin gracia.

El canturrear en Roma canciones licenciosas de Egipto o de Cádiz, que ponían de moda las bailarinas gaditanas, era prueba de ser un afeminado, según Marcial (111.63):

Catilo, eres un afeminado, muchos dicen eso y oigo. Pero dime, ¿qué es un afeminado? Un afeminado es el que peina sus cabellos con estudiada afectación; el que siempre huele a bálsamo y a cinamono; el que canturrea tonadas del Nilo o de Gades; el que mueve sus brazos depilados en cadencias variadas, el que se pasa la vida sentado entre mujeres y siempre les susurra algo al oído; el que les lee misivas de unos y de otros y redacta las contestaciones; el que las evita que las estropee el vestido el codo del vecino; el que sabe los trapicheos amorosos de unos y de otros; el que va de convite en convite y conoce a fondo la genealogía del caballo Hirpino.

Marcial da el nombre y la actuación de una de estas bailarinas gaditanas; se llamaba Teletusa. Está descrita en VI.71, y a ella dedica otros epigramas (VIII.51). Marcial espera la llegada de Teletusa para beber en su compañía:

¡Qué primoroso trabajo en esta copa! ¿Es del hábil Mis o de Mirón? ¿Se ve la mano de Mentón o la tuya, Polícleto? Ningún vapor la ensombrece y no rechaza las pruebas del fuego. El ámbar auténtico resplandece menos que este rubio metal y la pureza de su plata aventaja al níveo blancor del marfil. El arte no cede a la materia: así la Luna redondea su disco cuando en su espléndido plenilunio brilla en el cielo como una lámpara translúcida. Erguido aparece el cordero del vellocino de oro que el hijo de Eolo envió al tebano Frixo su hermana hubiese deseado ser transportada por él. No osaría trasquilarle el pastor Cínifo y tú mismo, Baco, querrías que despuntase tu vid. Un amorcillo con su par de doradas alas cabalga sobre sus lomos y en sus tiernos labios suena la flauta de loto de Palas. Así un delfín gozoso de escuchar a Arión de Metimna transportó sobre las tranquilas aguas tan melodiosa carga.

Que no sea un esclavo de la turba doméstica el que colme de néctar este espléndido regalo, sino tu mano, Casto; tú que eres honor de mi festín, escancia el vino de Setía; me parece que el Amorcillo y el propio cordero tienen sed de él. Que las letras que forman el nombre de Instancio Rufo nos den otras tantas libaciones; pues que él es el que me ha dado tan precioso regalo. Si viene Teletusa y me trae los goces prometidos me reservaré para mi amada bebiendo los cuatro vasos de las letras de tu nombre, Rufo; pero si ella vacila beberé siete vasos. Y si traiciona su amor, para ahogar mis penas, me beberé tu dos nombres juntos.

En la actualidad otros autores le han querido dar un posible origen a su florecimiento y pervivencia en Cádiz de esta visión, helénica primero y romana después, con la institución de la prostitución sagrada que hubo de reunirse alrededor al culto de Astarté fenícia, la Afrodita griega y la Venus romana posteriores. Joaquín Costa en su libro Las juglaresas gaditanas en el Imperio Romano las data en una fecha anterior situando su origen en los «ruidosos coros y danzas con que los...>> bastetanos <<...celebraban sus fiestas de tribu o de familia».